# Järnvägstorget, Umeå

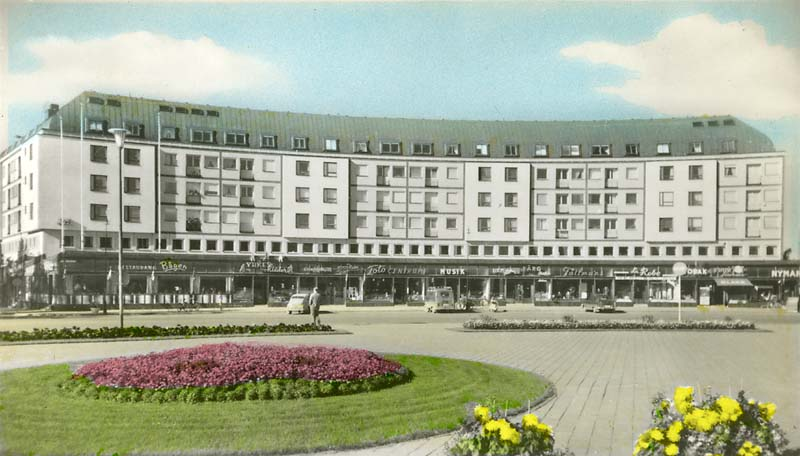
Järnvägstorget. Handkolorerat foto från sent 1950-tal.

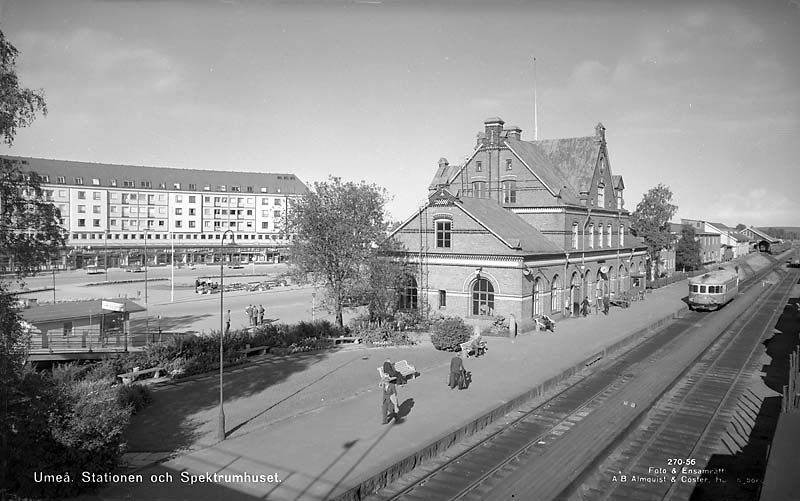
Centralstationen, Järnvägstorget och Bågenhuset (1950-tal).

Järnvägstorget heter det torg i Umeå som uppfördes i anslutning till järnvägsstationen, som byggdes åren 1895-1896 efter ritningar av Folke Zettervall. 
Torget byggdes halvcirkelformat efter parisisk förebild, med gator som strålade ut i flera riktningar. I öst-västlig riktning avgränsas det av Järnvägsallén (E12), och från torgets södra del går Rådhusesplanaden söderut mot Rådhustorget och Rådhuset. Från Rådhusesplanaden och torgets västra sida går sedan december 2012 en gång- och cykeltunnel – i det närmaste helt integrerad med konstverket Lev! – under järnvägsområdet till stadsdelen Haga. Vid Järnvägstorgets västra ände finner man Umeå busstation.
På 1950-talet överbyggdes ett par av torgets smågator i sydvästra och östra delen av torget med de s.k Bågenhusen, som nu sträcker sig längs den halvcirkelformade delen av torget. Husen ritades av Calle Grandinsson.
Mitt på torget finns Vicke Lindstrands glasskulptur Grön eld.